# Коней на переправе не меняют
Коней на переправе не меняют (англ. Don't change horses in the middle of a stream) — афоризм, вошедший в русский язык как пословица, используемая в настоящее время в политической рекламе в качестве полисемиотичного и синсематичного контекстуального способа аргументации, апеллирующей к здравому смыслу.
Эту поговорку популяризовало использование президентом США Авраамом Линкольном на президентских выборах 1864 года, когда он баллотировался на второй президентский срок во время гражданской войны в США
В русском языке этот фразеологизм появился относительно недавно — после выхода в прокат в 1980 году одноимённого художественного фильма. Также была зафиксирована паремия «Коней (лошадей) на переправе не меняют» и «менять коней (лошадей) на переправе». Со временем связь фразеологизма с фильмом поблёкла, и это выражение остаётся популярным до сих пор: так, по состоянию на 5 августа 2010 в рунете можно было найти свыше 2 560 000 комбинаций одновременного использования слов «коней» и «переправа». Пословица, как и фразеологизм, в России с середины 1990-х годов употребляется в контексте нежелательности смены политических деятелей и представителей властных структур: Бориса Ельцина, потом Владимира Путина и «Единой России». В аналогичном смысле эту пословицу используют и в других странах: в Белоруссии — применительно к её президенту Александру Лукашенко, в Малайзии — применительно к её премьер-министру Абдулле Ахмаду Бадави.
Также эта пословица используется тренерами спортивных команд для обоснования своего нежелания менять состав сборных команд под их руководством. А психолог Лада Шиганцева использует эту фразу для обоснования нежелательности разводов. Такая семантическая и структурная трансформация пословицы и фразеологизма говорит об их популярности. Также эта пословица активно используется для составления антипословиц. К примеру, генерал Лебедь в должности секретаря Совета Безопасности 18 октября 1996 года заметил: «Коней на переправе не меняют, а ослов — можно и нужно менять».
Анкетирование среди фразеологов выявило отсутствие этой пословицы в словацком и чешском языках, а в других славянских и неславянских языках Европы она известна, но имеет различную популярность — она довольно популярна в английском, немецком и французском языках, а в хорватском и испанском — малопопулярна.